# Benthophilus granulosus
Benthophilus granulosus är en fiskart som beskrevs av Kessler, 1877. Benthophilus granulosus ingår i släktet Benthophilus och familjen smörbultsfiskar. IUCN kategoriserar arten globalt som livskraftig. Inga underarter finns listade.

## Bildgalleri

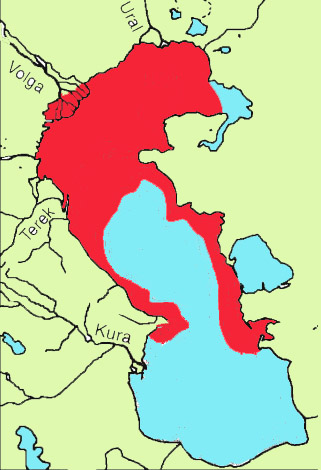